# Martin Charteris, Baron Charteris of Amisfield
Martin Michael Charles Charteris, Baron Charteris of Amisfield PC GCB GCVO QSO OBE (* 7. September 1913 in London; † 23. Dezember 1999 in Wood Stanway, Gloucestershire) war ein britischer Offizier und Höfling, der zwischen 1972 und 1977 Privatsekretär von Königin Elisabeth II. und ab 1978 als Life Peer Mitglied des House of Lords war.

## Leben

### Familie und Offizier
Charteris war der zweite Sohn des Hugo Francis Charteris, Lord Elcho, des ältesten Sohnes von Hugo Richard Charteris, 11. Earl of Wemyss, der jedoch 1916 während des Ersten Weltkrieges fiel, so dass sein ein Jahr älterer Bruder, David Charteris, Nachfolger des Großvaters als 12. Earl of Wemyss wurde. Seine Mutter Lady Violet Catherine Manners war eine Tochter von Henry Manners, 8. Duke of Rutland.
Nach dem Besuch des Eton College absolvierte Charteris eine Kadettenausbildung an der Royal Military Academy Sandhurst und trat anschließend 1933 als Second Lieutenant des King’s Royal Rifle Corps in die British Army. In der Folgezeit diente er auf verschiedenen Posten in dieser Einheit und nahm während des Zweiten Weltkrieges an Kampfeinsätzen im Mittleren Osten teil. Zuletzt wurde er 1944 zum Lieutenant-Colonel befördert. 1946 wurde er als Officer des Order of the British Empire (OBE) ausgezeichnet.
1950 wurde Charteris Privatsekretär von Prinzessin Elisabeth. Nachdem diese beim Tod ihres Vaters König Georg VI. am 6. Februar 1952 dessen Nachfolgerin als britische Monarchin wurde, wurde er Assistierender Privatsekretär der Königin und bekleidete diese Funktion zwanzig Jahre lang bis 1972. Für seine Verdienste in dieser Position wurde er 1953 als Member des Royal Victorian Order (MVO) und 1958 als Companion des Order of the Bath (CB) ausgezeichnet sowie 1962 als Knight Commander des Royal Victorian Order (KCVO) geadelt, so dass er fortan das Prädikat „Sir“ führte. Daneben fungierte er seit 1956 auch als Stallmeister (Extra Equerry to the Queen).

### Privatsekretär von Königin Elisabeth II. und Mitglied des House of Lords
1972 folgte Charteris, der zugleich Knight Commander des Order of the Bath (KCB) und Privy Councillor wurde, schließlich Michael Adeane als Privatsekretär von Queen Elisabeth II. und übte dieses Amt bis 1977 aus. Neben dieser Funktion bekleidete er von 1972 bis 1977 das Amt des Verwalters des Archivs der Monarchin (Keeper of the Queen’s Archives). Für seine Verdienste in diesen Funktionen wurde er 1976 zum Knight Grand Cross des Royal Victorian Order (GCVO) sowie 1977 Knight Grand Cross des Order of the Bath (GCB) erhoben. Nachfolger als Privatsekretär wurde 1977 sein bisheriger Stellvertreter (Deputy Private Secretary), Philip Moore.
Nach Beendigung seiner Tätigkeit als Privatsekretär und Verwalter des Archivs der Königin wurde Charteris durch Letters Patent vom 7. Februar 1978 als Baron Charteris of Amisfield, of Amisfield in East Lothian, zum Life Peer erhoben. Er wurde dadurch auf Lebenszeit Mitglied des House of Lords. Kurz darauf wurde Charteris, der 1978 Permanent Lord-in-Waiting wurde, ein Ehrendoktor des Zivilrechts (Honorary Doctor of Civil Law) der University of Oxford sowie ein Companion des Queen’s Service Order (QSO).
1978 wurde Lord Charteris of Amisfield Nachfolger von Harold Caccia, Baron Caccia als Provost des Eton College und behielt dieses Amt bis zu seiner Ablösung durch den bisherigen Botschafter in den USA Antony Acland 1991. Neben dieser Position übernahm er einige Funktionen als Vorstandsmitglied in der Privatwirtschaft, und zwar unter anderem von 1978 bis 1986 der Rio Tinto Zinc Corporation (RTZ), zwischen 1978 und 1985 von De La Rue, von 1978 bis 1996 des Londoner Fünf-Sterne-Hotel Claridge’s sowie zudem zwischen 1978 und 1997 des ebenfalls in London ansässigen Fünf-Sterne-Hotels The Connaught.
Lord Charteris of Amisfield, der auch Großoffizier der französischen Ehrenlegion wurde, wurde 1981 ein weiterer Ehrendoktor der Rechtswissenschaften (Honorary Doctor of Laws) der Universität London verliehen sowie 1992 von Elisabeth II. mit der Royal Victorian Chain ausgezeichnet.
Am 16. Dezember 1944 heiratete er Hon. Mary Gay Hobart Margesson (1919–2017), die zweite Tochter von David Margesson, 1. Viscount Margesson. Aus dieser Ehe gingen drei Kinder hervor:
- Hon. Francesca Mary Charteris (* 1945), ⚭ 1977–1996 Malcolm Pearson, Baron Pearson of Rannoch;
- Hon. Andrew Martin Charteris (* 1947);
- Hon. Harold Francis Charteris (* 1950), ⚭ 1984 Blandine Marie Desmons.